# Mazić
Mazić (cyr. Мазић) – wieś w Bośni i Hercegowinie, w Republice Serbskiej, w gminie Novi Grad. W 2013 roku liczyła 84 mieszkańców.